# Lyamine Bougherara
Lyamine Bougherara (en arabe : ليامين بوغرارة) est un ancien footballeur international algérien né le 1er décembre 1971 à Aïn M'lila dans la wilaya d'Oum El Bouaghi. Il évoluait au poste de gardien de but. Après sa carrière de joueur, il se reconvertit en entraîneur.
Il compte huit sélections en équipe d'Algérie entre 2000 et 2001.

## Biographie

### Carrière de joueur
Il évoluait en première division algérienne avec les clubs de l'AS Aïn M'lila et du JS Kabylie.

#### En équipe nationale
Liamine Boughrara reçoit huit sélections en équipe d'Algérie. Il joue son premier match le 9 avril 2000, contre la Cap-Vert (nul 0-0). Son dernier match a lieu le 11 mars 2001, contre l'Égypte (défaite 5-2).

### Carrière d'entraîneur
Liamine Boughrara entraîne de nombreux clubs en Algérie dont, l'AS Khroub, la JS Kabylie, le DRB Tadjenanet et l'USM Bel Abbès.
Il accède en première division avec le DRB Tadjenanet.

## Palmarès

### Autant que joueur
| AS Aïn M'lila - Coupe d'Algérie : - Finaliste : 1993-94. |  | JS Kabylie - Coupe d'Algérie : - Finaliste : 1998-99. - Coupe de la CAF (3) : - Vainqueur : 2000, 2001 et 2002. |

### Autant qu'entraîneur
| DRB Tadjenanet - Championnat d'Algérie D2 : - Vice-champion : 2014-15. |  | CA Bordj Bou Arreridj - Championnat d'Algérie D2 : - Troisième : 2017-18. |